# کستل سن جیووانی
کستل سن جیووانی (به ایتالیایی: Castel San Giovanni) یک منطقهٔ مسکونی در ایتالیا است که در کاستل ریتالدی واقع شده‌است. کستل سن جیووانی ۲۵۹ نفر جمعیت دارد و ۲۲۵ متر بالاتر از سطح دریا واقع شده‌است.